# 艾伯特·赫德

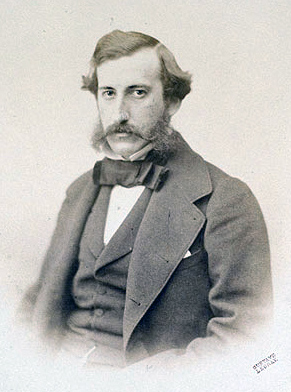
艾伯特·赫德。照片是由古斯塔夫·勒格雷拍摄的

艾伯特·赫德（1833年10月4日—1890年3月26日）是一位美国银行家、外交官，香港上海滙豐銀行创始人之一。 艾伯特·赫德生于伊普斯威奇 ，1853年畢業於耶鲁大学， 他的畢業论文以中世纪晚期哲学家和改革家扬·胡斯為主題。 由於他的叔叔在中国经商，後來他前往中國幫忙，並出任瓊記洋行的董事长。艾伯特·赫德收藏了不少费利斯·比托拍攝的照片。 

## 在中国的日子
艾伯特·赫德從耶魯大學畢業後，他先來到广州，加入瓊記洋行并于1856年成为合伙人 ，后来又成为执行合伙人。 
1860年，赫德与其他三位在上海的外國商人一起在上海從上海跑马总会手中购买了約40亩土地，他們打算未來讓其他人在這裡打板球以及舉辦其他體育活動。 此外他还在上海担任俄罗斯驻上海總領事館总领事，他還以中国政府代表的身份出使俄罗斯帝國。  1857年，赫德乘船从上海前往香港。 

## 返回美国
1873年5月，赫德离开中国，在回美國前，他将位於香港鴨巴甸街与士丹頓街拐角处的一块土地转让给一位中国女子。回到美国后，赫德与玛丽·艾伦·利文斯通（Mary Allen Livingstone）结婚。  1890年3月26日，他在华盛顿哥伦比亚特区去世。